# 캐키살미주

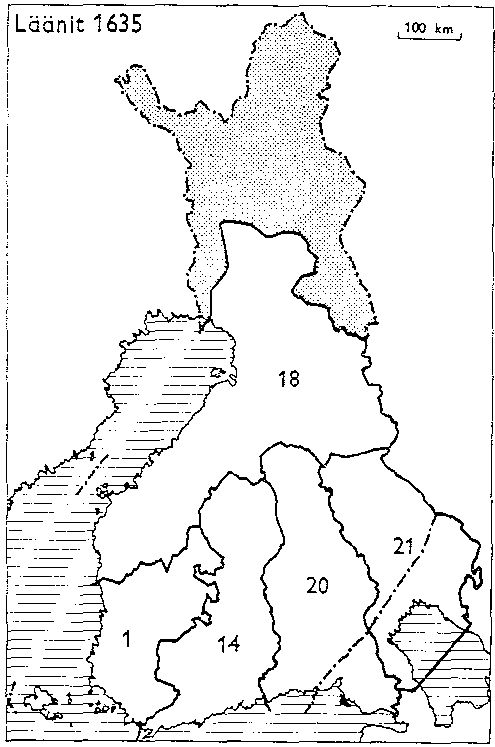
1635년 당시에 존재했던 핀란드의 주 지도 (21번이 켁스홀름 주)

켁스홀름 주(스웨덴어: Kexholms län)는 과거 핀란드에 존재했던 주로 주도는 켁스홀름(캐키살미, 현재의 러시아 프리오제르스크)이다. 핀란드어로는 캐키살미주(핀란드어: Käkisalmen lääni)라고 부른다.
스웨덴의 지배하에 있던 1634년에 신설되었다. 1721년 대북방 전쟁 이후에 체결된 뉘스타드 조약에 따라 주 남부가 러시아 제국에 할양되었으며 나머지 지역은 큄메네고르드 뉘슬로트 주에 편입되었다.

## 같이 보기
- 비보르크현
- 카렐리야